# Casarão Sabbado D'Ângelo
O Casarão Sabbado D'Ângelo, localizado na rua de mesmo nome, no bairro de Itaquera, Zona Leste de São Paulo, recebe, hoje, o título de patrimônio histórico do estado e da cidade. Ou seja, tem seu valor histórico e cultural reconhecidos. Em um primeiro momento, esse reconhecimento ocorreu em nível estadual, com a determinação do tombamento pelo Conselho de Defesa do Patrimônio Histórico (CONDEPHAAT) em maio de 2015. Em uma reunião realizada em janeiro de 2018, o Conselho Municipal de Preservação do Patrimônio Histórico, Cultural e Ambiental da Cidade de São Paulo (CONPRESP) determinou o mesmo. Ainda que a proprietária, Associação Cultural Nossa Senhora de Fátima, tenha recorrido a decisão, o CONPRESP negou o pedido. Seis meses mais tarde, o prefeito Bruno Covas homologou a decisão.
Os motivos que baseiam a resolução do CONPRESP consideram: a ocupação histórica do Casarão (ou da Chácara, como é descrito no documento oficial), que remonta o período colonial da cidade; o valor centenário da cultura do imóvel, situado no primeiro loteamento de Itaquera; o tombamento definitivo feito pelo CONDEPHAAT; a capacidade de refletir as transformações dos subúrbios paulistanos; as funções a que serviu, sendo desde a residência de Sabbado D'Ângelo até espaço para o desenvolvimento de atividades educativas e religiosas e a linguagem arquitetônica.
Apesar disso, o Casarão permanece fechado. Ao contrário do que sua preservação como bem de importância social poderia dizer sobre seu uso público, a população não tem acesso às dependências da propriedade.

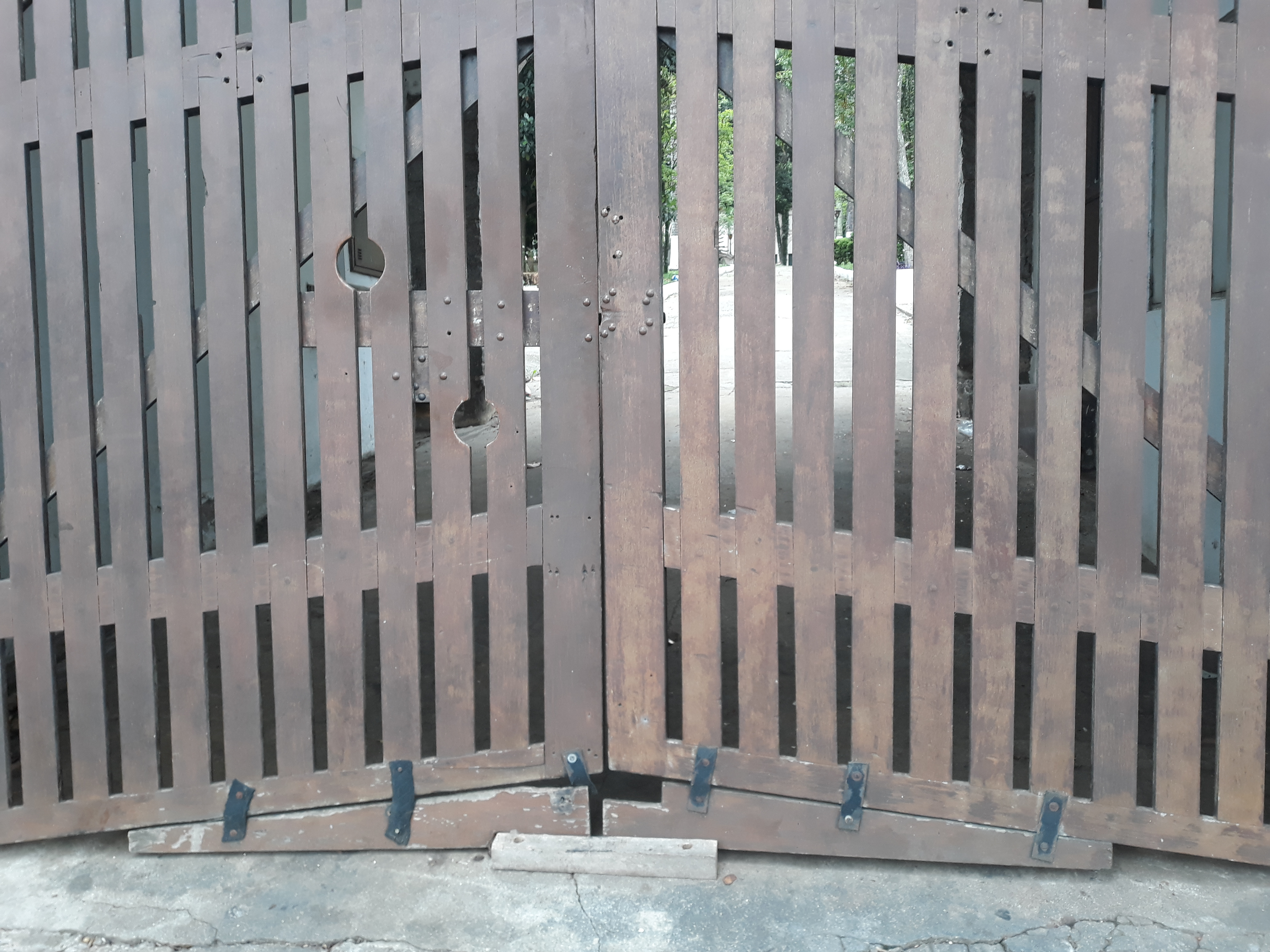
Portão do Casarão fechado

## O bairro e o contexto
Há uma série de documentos que indicam diferentes datas para a origem de Itaquera, os quais variam desde 1675 (referência ao primeiro documento de posse de terra na região publicado no Jornal de Notícias de Itaquera, em 1983, na edição comemorativa de 289 anos do bairro) até 1775 (data registrada pelo Diário Popular de São Paulo e que faz menção à Fazenda do Carmo). No entanto, tais datas apresentam algumas inconformidades com a realidade. Por exemplo, se 1675 é a data de origem do bairro, em 1983, deveria ser comemorado seu 309º ano, não o 289°.
Essa falta de consenso em relação à origem do bairro e a discordância entre os documentos dão pistas sobre como a história do local e, assim, por consequência, de figuras importantes que o habitaram ainda não foram esclarecidas. Nesse trajeto de uma história incerta, há indícios de uma Itaquera ligada à história do aldeamento de São Miguel do Ururaí e, nesse sentido, às incursões indígenas que passavam por lá e também de uma Itaquera que, mais tarde, durante o ciclo do ouro, serviu como ponto de parada para os bandeirantes que iam a Minas Gerais. Assim como é citado no documento do CONPRESP, a respeito do território que o Casarão ocupa, é reconhecida a importância histórica da catequização dos índios, da busca por pedras preciosas e,  posteriormente, da instalação da ferrovia (1875) e dos decorrentes loteamentos para chácaras de lazer.
A Chácara Sabbado D'Ângelo foi construída em meados do século XIX, ou seja, nesse momento de exploração do ouro. O bairro ainda resguardava um ritmo tranquilo e uma aparência mais rural em comparação ao restante da cidade, que, a partir das relações que mantinha com Santos, se afirmava como entreposto comercial e começava a se modernizar e a adotar um estilo europeu na arquitetura.

## O primeiro proprietário
Sabbado D'Ângelo foi o fundador da fábrica de cigarro "Sudan", situada, à época, no Brás. Empresário de médio porte se juntou a outros de grande porte como Matarazzo e Crespi na confirmação do fascismo como opção de sua classe - italiano industrial - ao fornecer 5 milhões de cigarros às tropas italianas na Guerra da Abissínia.
Apesar de sua riqueza, D'Ângelo optou por não morar nos endereços mais frequentados pela elite paulistana como as avenidas Paulista e Brigadeiro Luís Antônio, mas sim em Itaquera. O que pode ter justificado tal escolha é o clima do bairro, naquele período, muito recomendado para os doentes do pulmão.
Morreu na década de trinta e em seu testamento expressou o seu desejo de transformar a "Chácara Sudan" em um estabelecimento hospitalar ou de educação profissional quando sua esposa, Anita Pastore D'Ângelo, viesse a falecer e não pudesse mais usufruir do imóvel.
"Também, para ser retirada de minha metade disponível, deixo minha Chácara "SUDAN", em Itaquera (São Paulo), em usufruto à minha mulher Annita, devendo por morte da mesma, tal imóvel ser convertido em um estabelecimento hospitalar ou de educação profissional, para o que, a minha mulher poderá, por testamento, condicilo ou outra forma legal, determinar qual a pessoa ou instituição, que deverá se encarregar da conversão da dita chacara em estabelecimento hospitalar ou de educação profissional."
 Anita, ainda em vida, no ano de 1945, realizou o desejo de Sabbado: criou a Fundação Anita Pastore D'Ângelo e a instalou na Chácara. Há registros que a experiência tenha sido bem sucedida no setor hospitalar. Hugo Felipozzi com a intenção de inovar nas cirurgias cardíacas e construir uma máquina coração-pulmão criou o Instituto Sabbado D’Angelo como braço da Fundação Anita Pastore D’Ângelo e conseguiu o apoio e patrocínio necessário para dar sequencia a seu intento. Em 1957, o Instituto de Cardiologia Sabbado D'Ângelo patrocinou o curso "Hospital de Hoje e a Cirurgia Cardíaca" promovido pelo Instituto de Pesquisas Hospitalares Arquiteto Jarbas Karman.

Hoje, uma organização ligada à educação e formação profissional de jovens e adultos atua sob o nome de Fundação Anita Pastore D'Ângelo. Mas não foram encontradas informações suficientes que confirmem se tratar da mesma fundação criada nos anos 40.

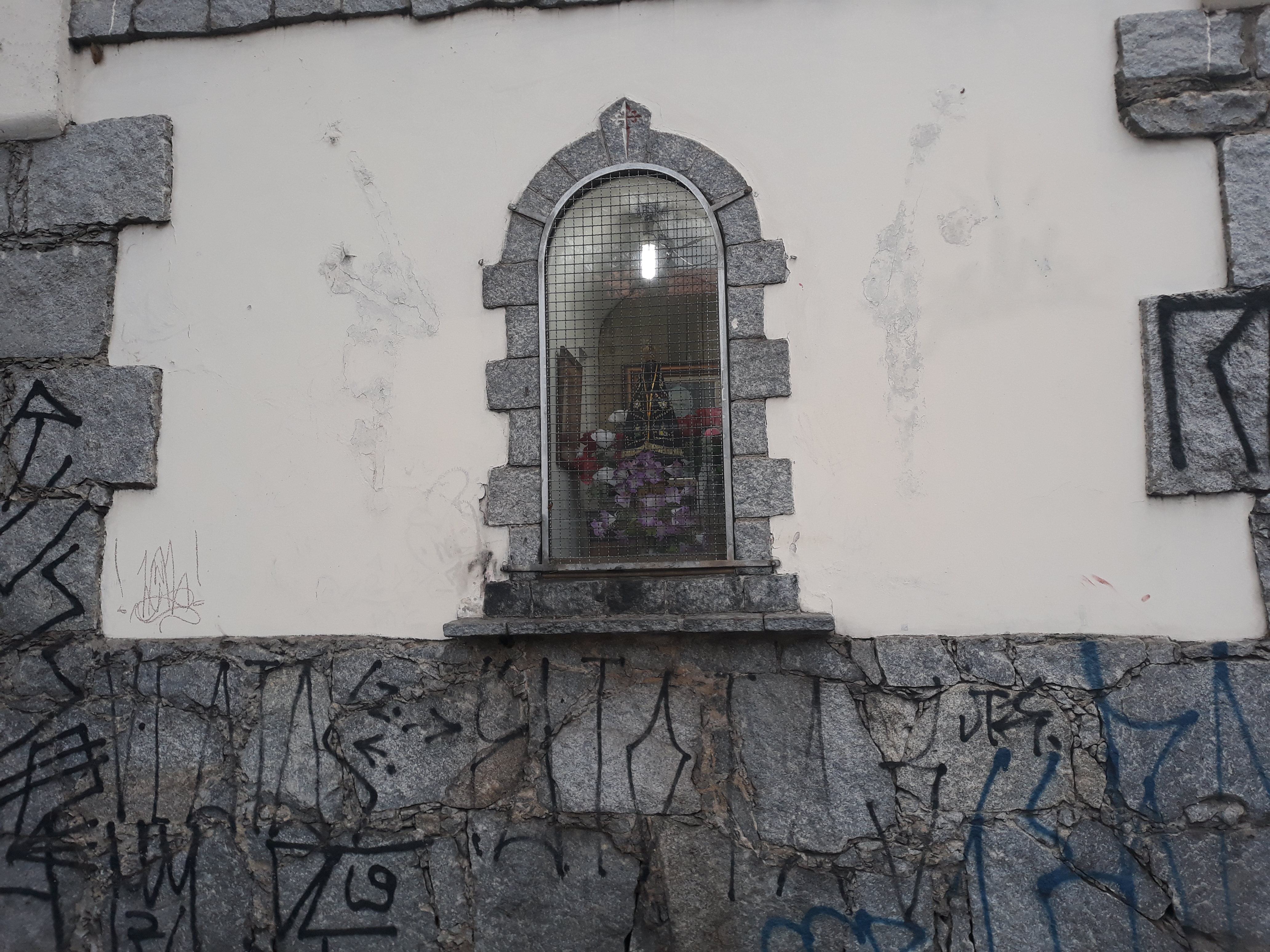
A imagem de Nossa Senhora Aparecida na fachada do Casarão remonta os proprietários do imóvel ligados à Igreja Católica

## A população local
Existem alguns episódios na história contemporânea do Casarão em que a população local se mostrou favorável à preservação do patrimônio. E, mais do que isso, se organizou e pressionou as instâncias responsáveis para que agissem nesse sentido e também para que o espaço pudesse ser aberto ao público.

#### SOS Sampa
Em março de 2012, a TV Diário, segmento de produções audiovisuais do jornal Diário de S. Paulo, registrou o pedido-denúncia, feito pelos moradores da região, de transformar o Casarão em uma Casa de Cultura ou em um pequeno museu que contasse a história do bairro. O caráter denunciativo do registro estava no fato da casa estar fechada, algo que, para o morador entrevistado no programa, não condizia com a magnitude de seu significado para a comunidade de Itaquera. À época, o imóvel pertencia à organização Tradição Família e Propriedade (TFP).

#### Petição e projeto de lei
Depois de concluída a obra da Arena Corinthians, para a Copa do Mundo de 2014, os investimentos imobiliários na região de Itaquera foram valorizados. Nesse contexto, a população local temia que o Casarão, por estar localizado bem próximo à estação de metrô, fosse vendido para algum empreendimento desse ramo. Ao final de 2014, início de 2015, uma mobilização, organizada pela Pastoral da Juventude de Itaquera em conjunto com o Levante Popular da Juventude, o movimento RUA - Juventude Anticapitalista, o Grupo URURAY - Patrimônio Cultural e outros coletivos, circulou uma petição para que o espaço do Casarão fosse transformado em um Centro Cultural da Juventude.
A petição recebeu apoio e foi levada adiante pelo vereador Toninho Vespoli (PSOL) que, em abril de 2015, em reunião com o secretário de cultura Nabil Bonduki, propôs a desapropriação do Casarão para se tornar um espaço cultural assim como requerido pelo movimento social. Nessa situação, Bonduki argumentou que a prioridade em Itaquera seria melhorar as duas casas de cultura já existentes e não criar mais uma. Mas se comprometeu a analisar o projeto e o terreno. A proposta de Vespoli está contida no projeto de lei 17/2015 que, depois de três anos, ainda segue em tramitação.

Se por um lado existe essa vontade unificada da população em abrir o Casarão para encontros e atividades culturais, por outro, dois opostos habitam a região em que a propriedade está construída. Passeando pela vizinhança e conversando com moradores, parte deles conhece a história do Casarão e sabe que se trata de um lugar importante. A outra parte, em contrapartida, não sabe nem mesmo que existe um Casarão no bairro. 
"O Casarão está sob jurisdição de uma ordem religiosa, possui muros de aproximadamente 4 metros de altura cercando e não permite nenhum acesso a população. A população acredita inclusive que seja uma igreja ou mosteiro."
 Até mesmo por esse motivo seria tão importante transformar o lugar em um espaço público, para as pessoas retomarem o contato com a história do próprio bairro.

#### "Existências | Resistências"
A respeito do desenvolvimento de projetos que buscam a preservação do patrimônio histórico, toda tentativa merece ser considerada. Em novembro de 2016, o Grupo Ururay lançou o livro "Territórios de Ururay", no qual foram mapeados e pesquisados, durante 2 anos, 13 bens culturais de Itaquera. Dentre eles, o Casarão Sabbado D'Ângelo. Além do livro, o grupo também promoveu uma exposição fotográfica, "Existências | Resistências" no Centro Cultural da Penha. E, em setembro de 2017, o Grupo inaugurou uma exposição no Centro de Preservação Cultural da Universidade de São Paulo (CPC-USP), sob o nome de "Sesmaria de Passarinhos" que trazia algumas das fotografias produzidas ao decorrer do trabalho de 2016.